# Neuer Weg 15 (Quedlinburg)

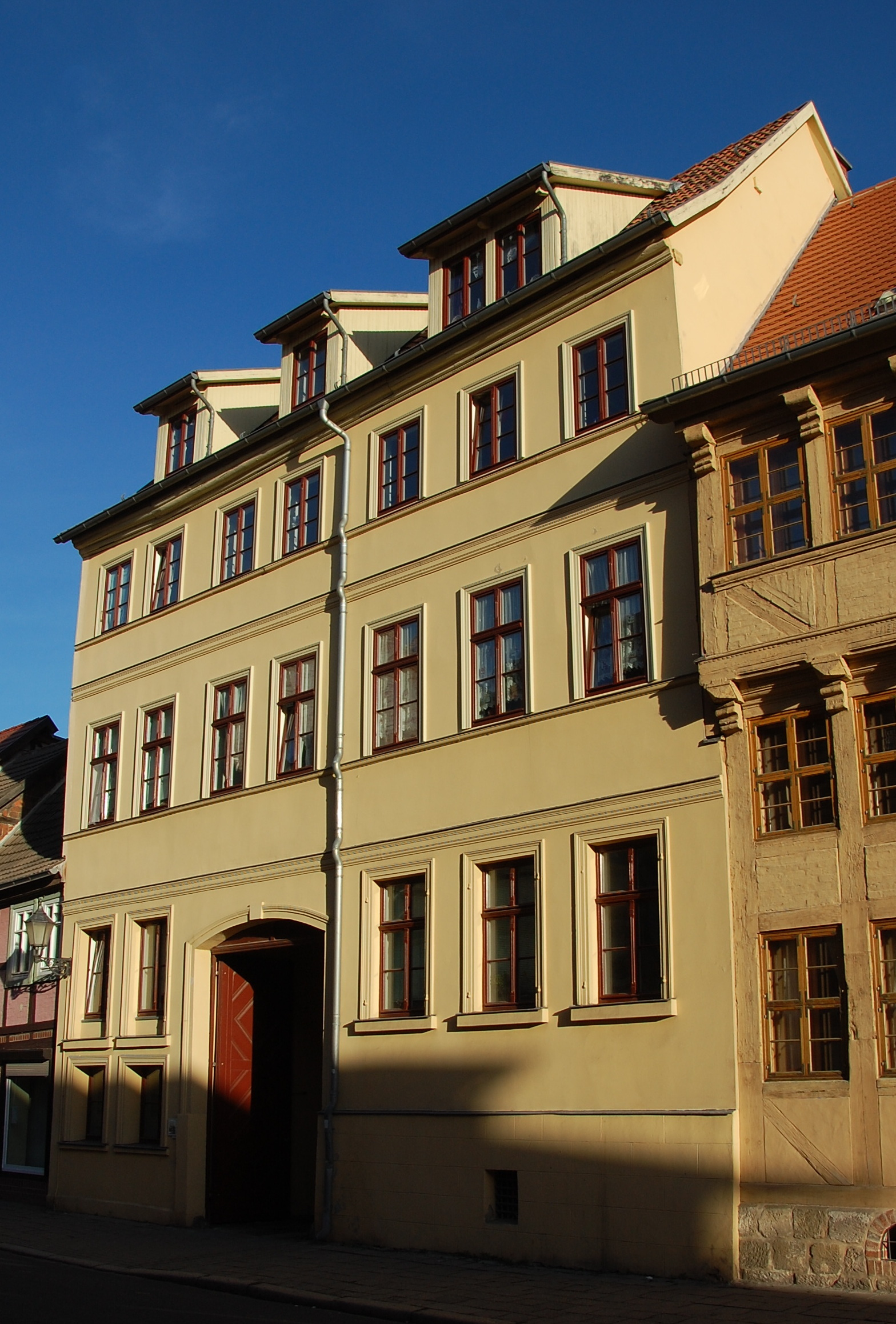
Haus Neuer Weg 15

Das Haus Neuer Weg 15 ist ein denkmalgeschütztes Gebäude in Quedlinburg in Sachsen-Anhalt.

## Lage
Das im Quedlinburger Denkmalverzeichnis als Wohnhaus eingetragene Gebäude befindet sich südlich der historischen Quedlinburger Altstadt, auf der Ostseite des Neuen Wegs. Südlich grenzt das gleichfalls denkmalgeschützte Haus Neuer Weg 16 an.

## Architektur und Geschichte
Das große dreigeschossige verputzte Fachwerkhaus wurde im Jahr 1762 errichtet, weist in seinem Kern jedoch eine ältere Bausubstanz auf. So stammen der Quadersockel, die Kellerfenster und überblattende Streben auf der Hofseite vermutlich schon aus dem 17. Jahrhundert.
In der Zeit um 1820 erfolgten Umbauten. Die straßenseitige Fassade wurde neu aufgebaut und im Stil des Klassizismus gestaltet. Mit der Verputzung erweckt sie den Eindruck eines in massiver Bauweise errichteten Gebäudes.
Auf der Nord- und der Südseite des Hofs befinden sich ältere barocke Fachwerkflügel. Der Südflügel ist mit einem Mansarddach bedeckt.